# 大石和三郎
大石 和三郎（おおいし わさぶろう、1874年〈明治7年〉3月15日 - 1950年〈昭和25年〉12月18日）は、日本の気象学者。ジェット気流の発見者として有名。エスペランティストである。

## 経歴
1874年、佐賀県鳥栖市生まれ。第一高等中学校予科尋常中学科、第一高等学校第二部学科を経て、1898年（明治31年）東京帝国大学理科大学物理学科を卒業。さらに大学院で学んだ。1899年（明治32年）中央気象台に入り、地磁気、空中電気の観測を担当する。1911年（明治44年）ドイツのリンデンベルク高層気象台及びポツダム気象台に留学した。帰国後の1920年（大正9年）に高層気象台の初代台長に就任した。

## 研究内容・業績

### ジェット気流
1926年に刊行された「高層気象台報告第1号」で、大石は測風気球による高層気流の観測結果をエスペラントで世界に公表した。しかしジェット気流の命名と概念が確立する20年前のことであり、世界の反響もなく、注目を集めることもなかった。

### エスペラント関連
留学先のポツダム気象台長の影響でエスペラントを学んだ。1930年から1945年に第2代の日本エスペラント学会理事長を務めた。

## 家族
- 父・大石東吉 ‐ 養父郡 (佐賀県)轟木村（現・鳥栖町）。平民。[4]
- 妻・遐年 ‐ 伊藤軍兵衛の孫。御茶水高等女学校出身。[4]
- 相婿に平山信、男爵木越専八、子爵加納久朗、長崎守一